# Medicago prostrata
Medicago prostrata är en ärtväxtart som beskrevs av Nikolaus Joseph von Jacquin. Medicago prostrata ingår i släktet luserner, och familjen ärtväxter. IUCN kategoriserar arten globalt som livskraftig. Inga underarter finns listade i Catalogue of Life.

## Bildgalleri

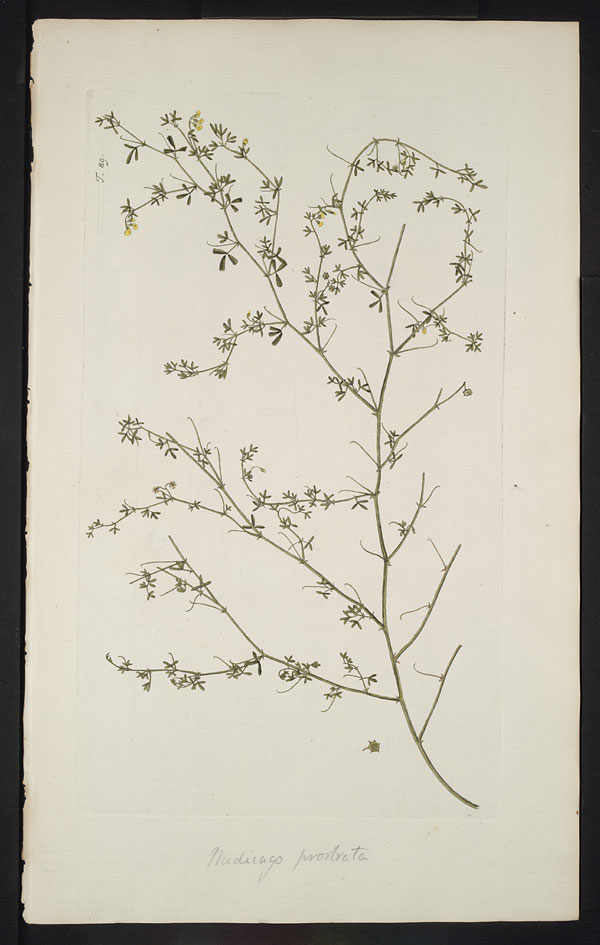
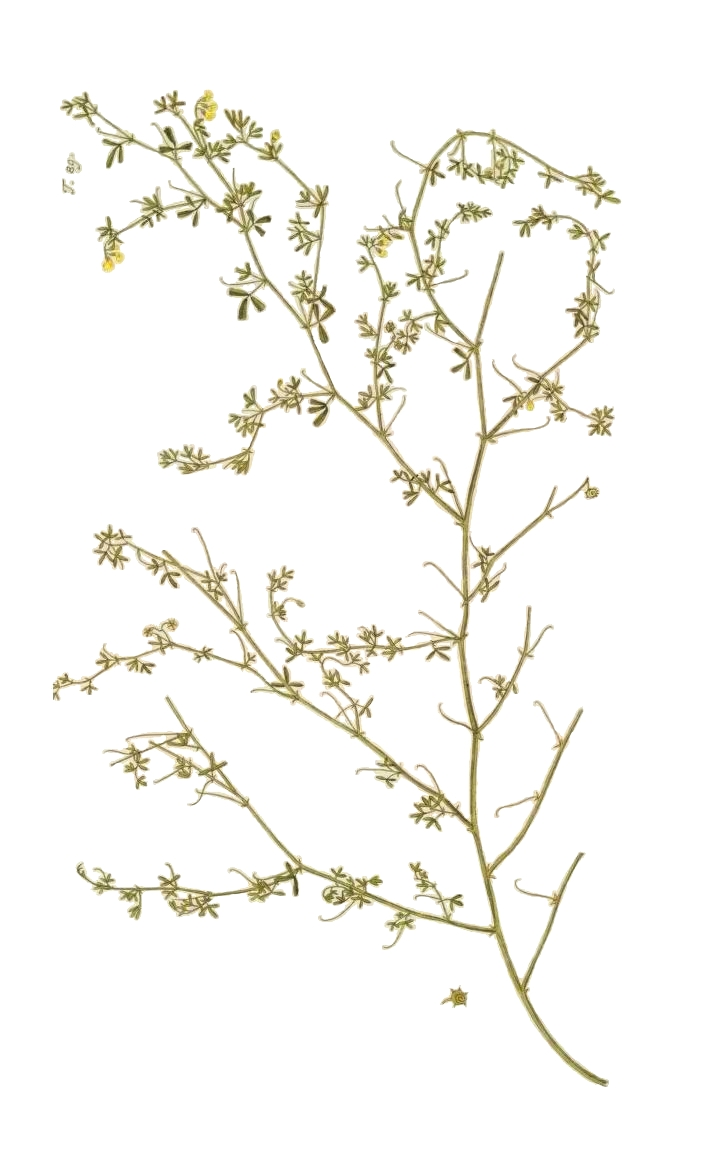
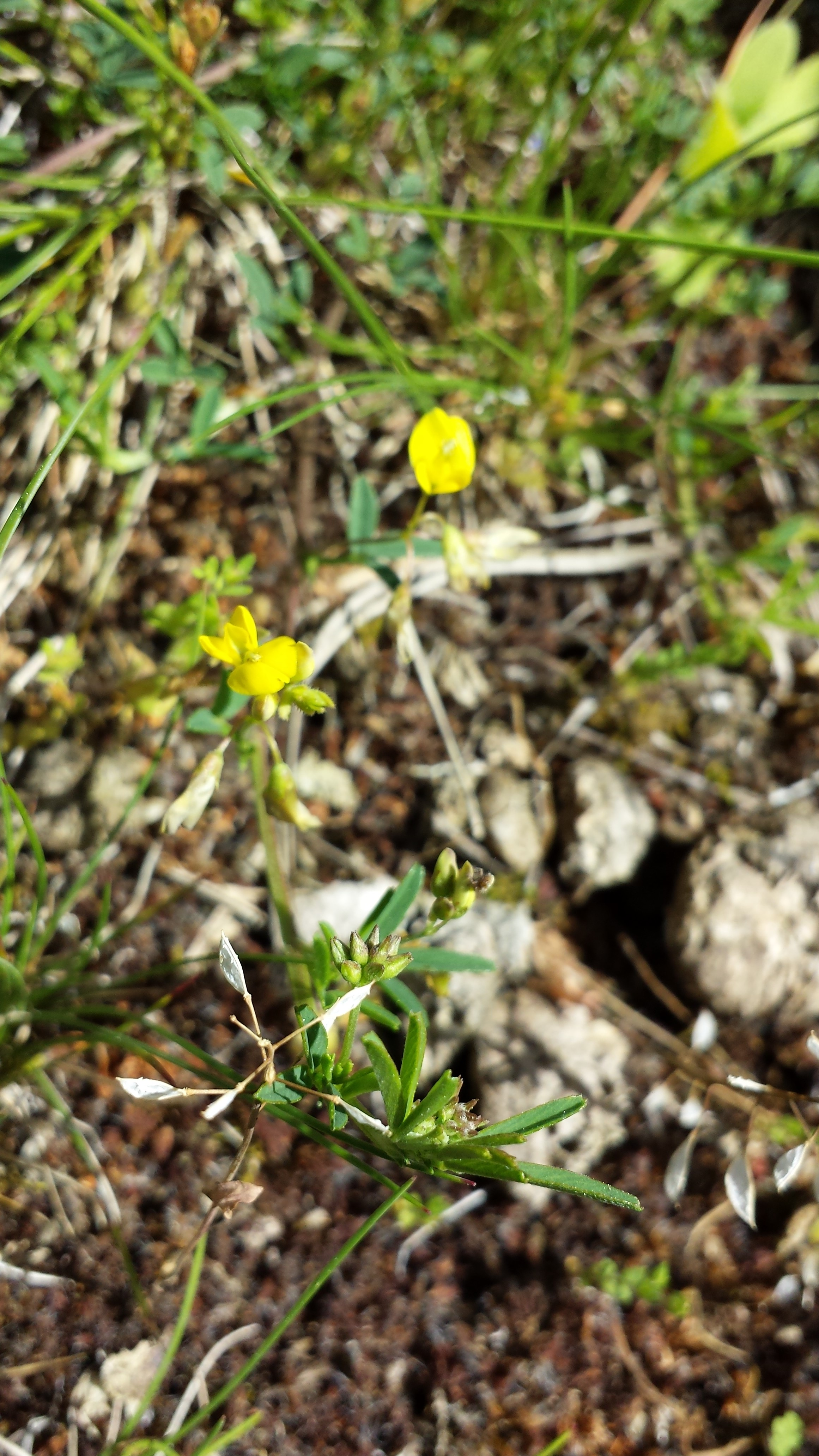
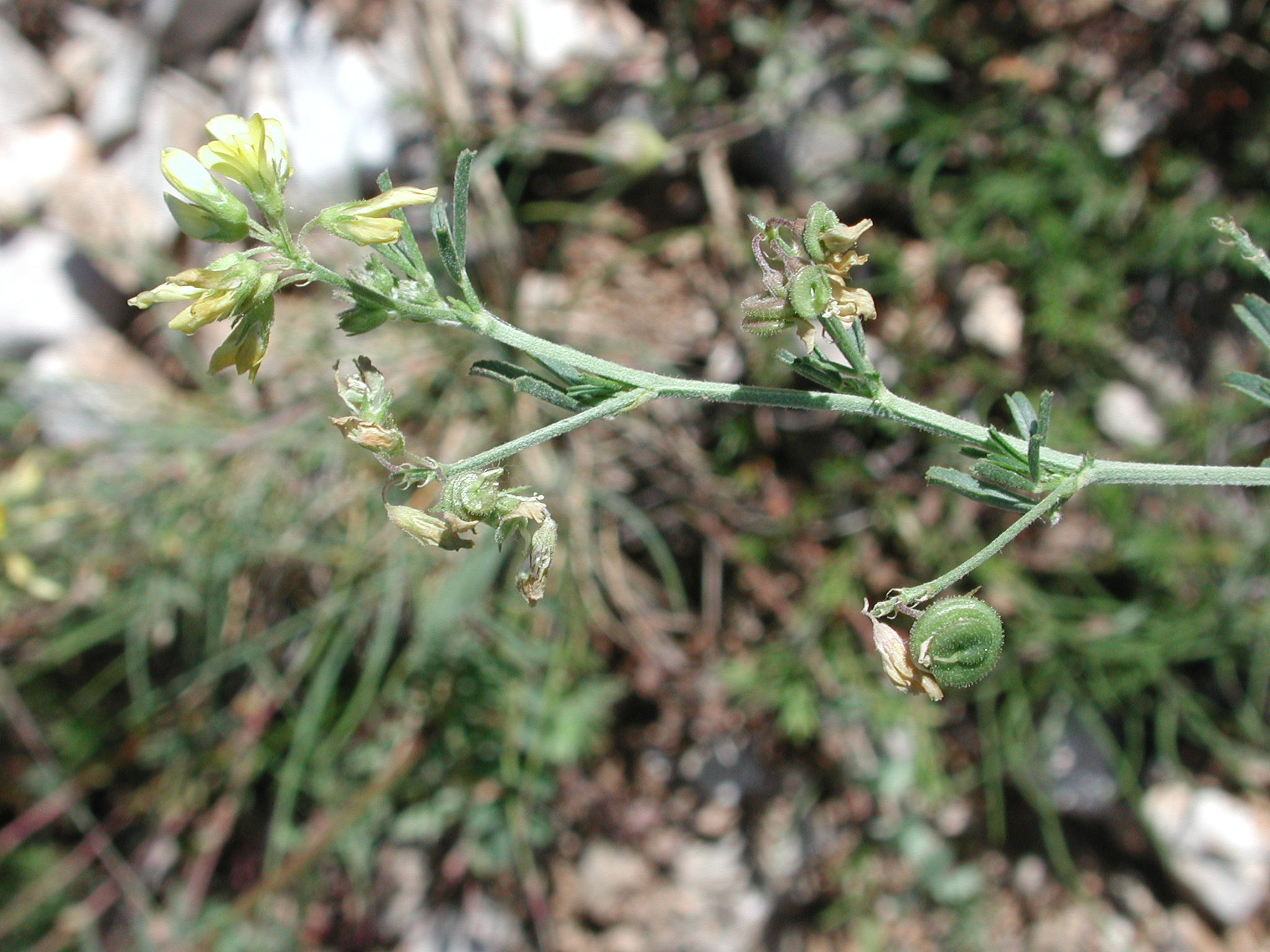